# Meyerozyma
Meyerozyma Rodr. Mir. – rodzaj grzybów należący do rzędu Saccharomycetales. Zaliczane są do drożdży.

## Charakterystyka
Kurtzman i Suzuki wprowadzili rodzaj Meyerozyma do rodziny Debaryomycetaceae na podstawie analizy filogenetycznej połączonych sekwencji rozbieżnych domen D1/D2 dużej podjednostki (LSU) i prawie kompletnych genów małej podjednostki (SSU) rDNA.
Meyerozyma to grzyby heterotaliczne lub homotaliczne wytwarzające niesprzężone worki, zanikające lub trwałe, z 1–4 askosporami. Askospory mogą mieć kształt kapelusza lub jajowaty. Wielostronne pączkowanie występuje na wąskiej podstawie podczas podziału komórki. Komórki są jajowate do wydłużonych. Zwykle tworzą się pseudostrzępki, ale brak prawdziwych strzępek.

## Systematyka
Pozycja w klasyfikacji według Index Fungorum: Debaryomycetaceae, Saccharomycetales, Saccharomycetidae, Saccharomycetes, Saccharomycotina, Ascomycota, Fungi.
Takson utworzyli w 2010 r. Cletus Paul Kurtzman i Motofumi Suzuki. Synonimy:
- Blastodendrion M. Ota ex Cif. & Redaelli 1925
- Blastodendrion M. Ota 1924
- Microanthomyces Grüss 1926
- Myceloblastanon subgen. Blastodendrion M. Ota 1924

Gatunki:
- Meyerozyma amylolytica Yurkov & G. Péter 2017
- Meyerozyma athensensis (S.O. Suh & M. Blackw.) Yurkov & G. Péter 2017
- Meyerozyma caribbica (Vaughan-Mart., Kurtzman, S.A. Mey. & E.B. O’Neill) Kurtzman & M. Suzuki 2010
- Meyerozyma carpophila (Phaff & M.W. Mill.) Yurkov & G. Péter 2017
- Meyerozyma elateridarum (S.O. Suh & M. Blackw.) Yurkov & G. Péter 2017
- Meyerozyma guilliermondii (Wick.) Kurtzman & M. Suzuki 2010
- Meyerozyma neustonensis Yurkov & G. Péter 2017
- Meyerozyma smithsonii (S.O. Suh & M. Blackw.) Yurkov & G. Péter 2017

Wykaz gatunków i nazwy naukowe według Index Fungorum.